# Premio Fundación José Manuel Lara
Der Premio Fundación José Manuel Lara, auch geläufig als spanischer Literaturpreis, wurde von 2002 bis 2010 jährlich verliehen, um einen Roman in spanischer Sprache auszuzeichnen. Der Preis wurde von der José-Manuel-Lara-Stiftung gemeinsam mit elf Verlagshäusern ins Leben gerufen und war mit hundertfünfzigtausend Euro dotiert.

## Preisträger
- 2002: Álvaro Pombo, für "El cielo raso"
- 2003: Terenci Moix, für "El arpista ciego"
- 2004: Jorge Semprún, für "Veinte años y un día"
- 2005: Andrés Trapiello, für "Al morir Don Quijote"
- 2006: Enrique Vila-Matas, für "Doctor Pasavento"
- 2007: Eduardo Mendoza, für "Mauricio o las elecciones primarias"
- 2008: Almudena Grandes, für "El corazón helado"
- 2009: Isaac Rosa, für "El país del miedo"
- 2010: Javier Reverte, für "Barrio Cero"